# Operação Steinbock
A Operação Steinbock (em alemão: Unternehmen Steinbock), também conhecida por Baby Blitz, foi uma operação militar de bombardeamento estratégico realizada pela Luftwaffe durante a Segunda Guerra Mundial. O alvo desta campanha militar foi o sul de Inglaterra, e durou de Janeiro a Maio de 1944. Steinbock foi a última ofensiva estratégica realizada pelos bombardeiros alemães durante a guerra.
No final de 1943, a Ofensiva Combinada de Bombardeamento aliado estava a ganhar ímpeto contra a Alemanha. As forças aéreas aliadas estava a realizar campanhas de bombardeamento estratégico de dia e de noite contra os centros industriais germânicos. Em retaliação, Adolf Hitler deu indicações à Luftwaffe para preparar uma operação de bombardeamento contra o Reino Unido. Esta ofensiva serviria também para efeitos de propaganda para o público alemão. A operação decorreu paralelamente à campanha aérea aliada contra Berlim, que ocorreu entre Novembro de 1943 e Março de 1944.
A Luftfotte 3 reuniu uma força de 474 bombardeiros para a ofensiva. Os ataques foi direccionados essencialmente à área da Grande Londres. Na Inglaterra, esta operação ficou conhecida por Baby Blitz, devido à escala muito menor quando comparada com a campanha aérea alemã anos antes, o Blitz. A operação começou em Janeiro e terminou em Maio de 1944; apesar de ter durado alguns meses, a operação alcançou um resultado aquém do esperado, e a força aérea alemã sofreu com a perda de 329 aeronaves, uma média de 77 por mês. Estes resultados fizeram com que a operação fosse abandonada em Maio. Vários militares de alta patente da Luftwaffe faziam intenção de usar esta força de bombardeiros contra a frota de invasão dos aliados, que previam que iria desembarcar algures no norte de França entre a Primavera e o Verão de 1944.
Eventualmente, no meio desta ofensiva alemã, alguns esforços foram realizados para danificar e atrasar os preparativos para a iminente invasão aliada da França, a Operação Overlord; contudo, os custos da operação Steinbock foram altos demais para que a Luftwaffe conseguisse realizar um contra-ataque eficaz quando a invasão começou no dia 6 de Junho de 1944. Esta ofensiva alemã foi o último bombardeamento estratégico de grande escala empregue contra a Inglaterra usando aeronaves convencionais. Meses mais tarde iniciaram-se novos bombardeamentos através de meios não convencionais, realizados com as bombas-voadoras V-1 e com os mísseis V-2.